# トウブドロガメ
トウブドロガメ（学名：Kinosternon subrubrum）は、ドロガメ科ドロガメ属に分類されるカメ。

## 分布
K. s. subrubrum　ペンシルベニアドロガメ
アメリカ合衆国（アラバマ州、イリノイ州、インディアナ州南部、ケンタッキー州東部、コネティカット州、サウスカロライナ州、ジョージア州、ニュージャージー州、ノースカロライナ州、フロリダ州北部、ペンシルベニア州、ミシシッピ州東部）
模式標本の産地（模式産地）はフィラデルフィア周辺（ペンシルベニア州）。
K. s. hippocrepis　ミシシッピドロガメ
アメリカ合衆国（アーカンソー州、イリノイ州南部、オクラホマ州、ケンタッキー州西部、テキサス州東部、ミシシッピ州西部、ミズーリ州、ルイジアナ州）
尚、亜種とされていたフロリダドロガメは、K. steindachneriとして2013年に独立種に格上げされた。

## 形態
最大甲長12.5cm。メスよりもオスの方が大型になり、オスは最大甲長11cm。背甲はドーム状に盛りあがり、上から見ると卵型。第1椎甲板は第2縁甲板に接しない（第1縁甲板と第2縁甲板の継ぎ目＜シーム＞に接する個体もいる）。第2-4椎甲板は平坦だが、まれに凹む個体もいる。縁甲板は鋸状に尖らず、第10縁甲板が最も大型（高い）。背甲の色彩は黄褐色、暗黄色、暗褐色、黒。腋下甲板と鼠蹊甲板が接する。腹甲はやや大型。左右の肛甲板の間にわずかに切れこみが入るが、切れ込みが不明瞭な個体もいる。蝶番は発達するが、後葉がやや小型のため腹甲を折り曲げても背甲と後葉の間にやや隙間がある。背甲の色彩は淡黄色や褐色で、シームの周辺は暗色。
頭部は中型。吻端はやや突出し、上顎の先端は鉤状に尖る。指趾の間には水かきが発達する。頸部や四肢、尾の色彩は灰色や暗黄色、暗褐色。
卵は長径1.7-3.2cm、短径1.3-2cm。孵化直後の幼体は甲長2-2.7cmで、腹甲が赤橙色。種小名subrubrumは「腹が赤い」の意で、孵化直後の幼体の腹甲に由来する。幼体は椎甲板や肋甲板にあまり発達しない筋状の盛りあがり（キール）があるが、成長に伴い消失する。
オスの成体は腹甲が明瞭に凹み、左右の肛甲板の間の切れ込みがやや深い。また大腿部や脛には大型鱗が並び、尾の先端に鉤状の大型鱗がある。さらに前肢の爪が伸長し湾曲する。メスは腹甲が平坦で、左右の肛甲板の間の切れ込みが不明瞭か非常に浅い。
K. s. subrubrum　ペンシルベニアドロガメ
最大亜種。背甲と腹甲の継ぎ目（橋）は幅広く、甲長の13-22%。腹甲の正中線に沿った直線距離（腹甲長）は背甲長の75-101%。前部蝶番より前方の腹甲（前葉）の縦幅よりも、後部蝶番より後方の腹甲（後葉）の縦幅の方が長い。
頭部の色彩は黄色や黄褐色で、暗色斑が入る。
K. s. hippocrepis　ミシシッピドロガメ
橋は幅広く、甲長の15-24%。腹甲長は甲長の84-98%。前葉の縦幅よりも、後葉の縦幅の方が長い。
側頭部に明色の筋模様が2本入る。

## 分類
ドロガメ属内ではキイロドロガメやミスジドロガメと単系統群を形成し、特にミスジドロガメに最も近縁と推定されている。亜種ミシシッピドロガメの外部形態はミスジドロガメに類似するが、ミトコンドリアDNAの制限酵素断片法による分子系統学の研究では基亜種やかつての亜種フロリダドロガメの方がよりミスジドロガメに近縁とする説もある。
- Kinosternon subrubrum subrubrum　(Lacepede, 1788)　ペンシルベニアドロガメ　Eastern mud turtle
- Kinosternon subrubrum hippocrepis　Gray, 1857　ミシシッピドロガメ　Mississippi mud turtle

## 生態
流れの緩やかな小規模な河川や池沼、湿原、水溜り、氾濫原、汽水域などに生息し、底質が泥や腐食質でやや水深の浅い止水域を好む。水場周辺の陸上で活動したり陸伝いに水場を移動し、降雨時や降雨後には陸上を長距離移動することもある。
昼行性だが、夏季には降雨後の薄明薄暮性傾向が強くなる。属内では日光浴を行うことは少ない。多くの生息地では夏季や冬季に陸上の落ち葉、倒木や岩の下、他の動物の巣穴、浅い水中などに潜り休眠する。
食性は雑食で、昆虫、甲殻類、貝類、ミミズ、両生類やその幼生、動物の死骸、植物の葉、果実、水生植物、藻類などを食べる。陸上でも水中でも採食を行う。幼体は動物食傾向が強いが、成長に伴い植物質も食べるようになる。
繁殖形態は卵生。水辺の砂地や赤土、落ち葉や木の枝が堆積した開けた場所に7.5-12.5cmの穴を掘り、2-9月に1回に1-9個（主に3-5個）の卵を年に3回以上に分けて産む。卵は約100日で孵化する。8-9月に孵化した個体はそのまま地表に現れるが、10月以降に卵から孵化した個体は地中で越冬し翌年の夏季に地表に表れることもある。

## 人間との関係
開発による生息地の破壊、水質汚染、ペット用の乱獲などにより生息数が減少しているが、生息数は多く亜種単位でも絶滅のおそれは少ないと考えられている。
ペットとして飼育されることもあり、日本にも輸入されている。ドロガメ属内では1960年代以降と古くから流通していたが、同属他種やニオイガメと区別されず安価かつ大量に流通していた。基亜種や亜種ミッシッピドロガメは安価で大量に流通するが、流通量は不定期。1990年代にフロリダ州で野生個体の採集が規制されたため、かつての亜種であったフロリダドロガメの野生個体の流通がほぼなくなり（2000年代に私有地で採集された野生個体が一時流通したが、州法の改正により再び流通はなくなっている）日本国内も含めた飼育下繁殖個体の流通が漸増している。
アクアテラリウムで飼育される。陸地を用意し、屋内で飼育する場合は局所的で水に強い暖房器具を照射し皮膚や甲羅を乾かすことのできる環境を作る。オスの成体は性質が荒い個体が多いため、基本的に単独で飼育する。